# John Arthurs
John Charles Arthurs (New Orleans, 15 agosto 1947) è un ex cestista statunitense, professionista nella NBA.

## Carriera
Venne selezionato dai Milwaukee Bucks al sesto giro del Draft NBA 1969 (73ª scelta assoluta).